# Tiro ai Giochi della XXXIII Olimpiade - Carabina 10 metri aria compressa maschile
La gara di carabina 10 metri aria compressa maschile ai Giochi della XXXIII Olimpiade di Parigi si è svolta dal 28 al 29 luglio 2024 presso il poligono di tiro di Châteauroux. Hanno preso parte alla competizione 49 tiratori in rappresentanza di 32 nazioni.
La competizione è stata vinta dal tiratore cinese Sheng Lihao, mentre lo svedese Victor Lindgren e il croato Miran Maričič hanno ottenuto rispettivamente l'argento e il bronzo.

## Record
Prima della competizione, il record del mondo e il record olimpico nella specialità carabina 10 metri aria compressa maschile erano i seguenti:
| Record qualificazioni | Record qualificazioni | Record qualificazioni      | Record qualificazioni            |
| --------------------- | --------------------- | -------------------------- | -------------------------------- |
| Record mondiale       | 637,9                 | Sheng Lihao Cina           | 12 maggio 2023 Baku, Azerbaigian |
| Record olimpico       | 632,7                 | Yang Haoran Cina           | 25 luglio 2021 Tokyo, Giappone   |
| Record finali         |                       |                            |                                  |
| Record mondiale       | 254,5                 | Sheng Lihao Cina           | 3 giugno 2024 Monaco, Germania   |
| Record olimpico       | 251,6                 | William Shaner Stati Uniti | 25 luglio 2021 Tokyo, Giappone   |

## Programma
| Data           | Ora (UTC+2) | Evento         |
| -------------- | ----------- | -------------- |
| 28 luglio 2024 | 11:15       | Qualificazioni |
| 29 luglio 2024 | 12:00       | Finale         |

## Risultati

### Qualificazioni
| Pos.   | Tiratore                 | Nazione       | 1     | 2     | 3     | 4     | 5     | 6     | Tot   | Note |
| ------ | ------------------------ | ------------- | ----- | ----- | ----- | ----- | ----- | ----- | ----- | ---- |
| 1      | Sheng Lihao              | Cina          | 106.0 | 105.5 | 105.3 | 104.9 | 105.6 | 104.4 | 631.7 | Q    |
| 2      | Julián Gutiérrez         | Argentina     | 105.6 | 107.4 | 104.4 | 105.9 | 104.2 | 104.2 | 631.7 | Q    |
| 3      | Danilo Sollazzo          | Italia        | 105.5 | 105.6 | 105.6 | 104.8 | 105.3 | 104.6 | 631.4 | Q    |
| 4      | Miran Maričić            | Croazia       | 105.4 | 105.7 | 106.1 | 106.6 | 104.8 | 102.7 | 631.3 | Q    |
| 5      | Choe Dae-han             | Corea del Sud | 106.1 | 105.6 | 104.8 | 105.9 | 104.5 | 103.9 | 630.8 | Q    |
| 6      | Victor Lindgren          | Svezia        | 105.2 | 105.4 | 105.2 | 105.8 | 104.0 | 105.1 | 630.7 | Q    |
| 7      | Arjun Babuta             | India         | 105.2 | 105.4 | 105.2 | 105.8 | 104.0 | 105.1 | 630.1 | Q    |
| 8      | Petar Gorša              | Croazia       | 106.2 | 104.9 | 104.7 | 104.4 | 105.4 | 104.2 | 629.8 | Q    |
| 9      | Jon-Hermann Hegg         | Norvegia      | 105.2 | 104.5 | 105.2 | 105.6 | 103.9 | 105.2 | 629.6 |      |
| 10     | Edoardo Bonazzi          | Italia        | 103.4 | 104.7 | 106.3 | 104.7 | 105.9 | 104.5 | 629.5 |      |
| 11     | Lucas Kryzs              | Francia       | 105.4 | 104.1 | 104.9 | 105.6 | 104.1 | 105.3 | 629.4 |      |
| 12     | Sandeep Singh            | India         | 103.6 | 104.0 | 105.5 | 104.8 | 105.4 | 106.0 | 629.3 |      |
| 13     | Park Ha-jun              | Corea del Sud | 104.1 | 106.1 | 103.2 | 105.6 | 104.2 | 106.0 | 629.2 |      |
| 14     | Maximilian Ulbrich       | Germania      | 104.4 | 103.1 | 106.2 | 105.2 | 105.8 | 104.2 | 628.9 |      |
| 15     | Fathur Gustafian         | Indonesia     | 104.1 | 104.0 | 105.1 | 104.1 | 104.8 | 106.6 | 628.7 |      |
| 16     | Jack Rossiter            | Australia     | 104.6 | 104.0 | 104.3 | 106.3 | 105.1 | 104.2 | 628.5 |      |
| 17     | Zalán Pekler             | Ungheria      | 104.9 | 104.7 | 104.5 | 106.1 | 104.7 | 103.5 | 628.4 |      |
| 18     | István Péni              | Ungheria      | 102.9 | 105.0 | 105.8 | 103.9 | 105.3 | 105.4 | 628.3 |      |
| 19     | Edson Ramírez            | Messico       | 104.1 | 103.7 | 106.4 | 104.6 | 104.9 | 104.6 | 628.3 |      |
| 20     | Patrik Jány              | Slovenia      | 104.6 | 105.6 | 104.2 | 104.5 | 104.8 | 104.3 | 628.0 |      |
| 21     | Islam Satpayev           | Kazakistan    | 105.6 | 103.9 | 104.2 | 105.4 | 104.9 | 104.0 | 628.0 |      |
| 22     | Aleksi Leppa             | Finlandia     | 103.9 | 104.8 | 104.4 | 104.6 | 104.4 | 105.7 | 627.8 |      |
| 23     | Jiří Přívratský          | Rep. Ceca     | 106.3 | 104.3 | 105.1 | 104.0 | 103.0 | 105.1 | 627.8 |      |
| 24     | Mohamed Hamdy Abdelkader | Egitto        | 104.0 | 104.5 | 105.6 | 104.6 | 104.9 | 104.2 | 627.8 |      |
| 25     | Maciej Kowalewicz        | Polonia       | 103.4 | 104.8 | 103.9 | 106.9 | 105.6 | 103.2 | 627.8 |      |
| 26     | Alexander Schmirl        | Austria       | 104.8 | 104.0 | 104.5 | 104.8 | 104.6 | 105.0 | 627.7 |      |
| 27     | Serhij Kuliš             | Ucraina       | 105.1 | 104.5 | 104.4 | 104.1 | 104.5 | 104.8 | 627.4 |      |
| 28     | Martin Strempfl          | Austria       | 105.3 | 104.1 | 105.4 | 104.4 | 103.7 | 104.3 | 627.2 |      |
| 29     | Nyantaigiin Bayaraa      | Mongolia      | 105.1 | 105.6 | 104.8 | 104.6 | 103.5 | 103.4 | 627.0 |      |
| 30     | Dane Sampson             | Australia     | 104.8 | 104.1 | 104.1 | 105.4 | 104.3 | 104.2 | 626.9 |      |
| 31     | Naoya Okada              | Giappone      | 104.9 | 105.4 | 104.9 | 104.4 | 104.5 | 102.7 | 626.8 |      |
| 32     | Konstantin Malinovskiy   | Kazakistan    | 103.9 | 105.6 | 104.8 | 105.3 | 104.1 | 102.9 | 626.6 |      |
| 33     | Sergey Richter           | Israele       | 104.0 | 104.4 | 104.7 | 103.8 | 104.2 | 105.3 | 626.4 |      |
| 34     | Ivan Roe                 | Stati Uniti   | 105.0 | 103.7 | 103.9 | 103.3 | 105.0 | 105.4 | 626.3 |      |
| 35     | Rylan Kissell            | Stati Uniti   | 103.4 | 103.9 | 104.6 | 106.0 | 104.7 | 103.7 | 626.3 |      |
| 36     | Tomasz Bartnik           | Polonia       | 104.5 | 103.8 | 103.6 | 105.2 | 105.9 | 103.1 | 626.1 |      |
| 37     | Lazar Kovačević          | Serbia        | 103.8 | 103.4 | 104.1 | 104.3 | 105.0 | 104.8 | 625.5 |      |
| 38     | František Smetana        | Rep. Ceca     | 102.9 | 105.4 | 103.7 | 103.7 | 105.0 | 104.8 | 625.5 |      |
| 39     | Ibrahim Korayiem         | Egitto        | 103.7 | 104.7 | 103.7 | 106.1 | 103.5 | 103.4 | 625.3 |      |
| 40     | Marcus Madsen            | Svezia        | 103.9 | 102.5 | 105.2 | 104.9 | 104.3 | 104.2 | 625.0 |      |
| 41     | Du Linshu                | Cina          | 104.1 | 104.1 | 103.9 | 105.4 | 103.5 | 104.0 | 625.0 |      |
| 42     | Ole Martin Halvorsen     | Norvegia      | 104.5 | 104.5 | 104.1 | 104.5 | 103.5 | 103.8 | 624.9 |      |
| 43     | Muhammad Robiul Islam    | Bangladesh    | 105.5 | 103.2 | 103.5 | 103.4 | 104.7 | 103.9 | 624.2 |      |
| 44     | Carlos Quezada           | Messico       | 102.2 | 103.6 | 103.5 | 103.8 | 104.8 | 103.7 | 621.6 |      |
| 45     | Romain Aufrère           | Francia       | 100.7 | 103.6 | 105.1 | 102.9 | 104.6 | 104.5 | 621.4 |      |
| 46     | Israel Gutierrez         | El Salvador   | 101.3 | 103.4 | 103.8 | 103.9 | 103.1 | 105.6 | 621.1 |      |
| 47     | Michael Bargeron         | Gran Bretagna | 104.3 | 103.1 | 102.6 | 103.5 | 102.7 | 104.5 | 620.7 |      |
| 48     | Tye Ikeda                | Canada        | 101.1 | 101.2 | 103.5 | 104.2 | 103.7 | 103.7 | 617.4 |      |
| 49     | Koceila Adoul            | Algeria       | 102.4 | 101.3 | 102.9 | 101.9 | 102.9 | 102.0 | 613.4 |      |
| Fonte: |                          |               |       |       |       |       |       |       |       |      |

### Finale
| Pos.    | Tiratore         | Nazione       | 1    | 2     | 3     | 4     | 5     | 6     | 7     | 8     | 9     | Tot   | Note            |
| ------- | ---------------- | ------------- | ---- | ----- | ----- | ----- | ----- | ----- | ----- | ----- | ----- | ----- | --------------- |
| Oro     | Sheng Lihao      | Cina          | 53.4 | 105.8 | 126.5 | 148.2 | 169.8 | 190.2 | 210.5 | 231.1 | 252.2 | 252.2 | Record olimpico |
| Argento | Victor Lindgren  | Svezia        | 52.5 | 104.6 | 125.6 | 146.4 | 167.6 | 188.7 | 209.3 | 230.5 | 251.4 | 251.4 |                 |
| Bronzo  | Miran Maričić    | Croazia       | 52.8 | 105.1 | 125.3 | 146.2 | 167.8 | 189.0 | 209.8 | 230.0 | N.D.  | 230.0 |                 |
| 4       | Arjun Babuta     | India         | 52.4 | 105.0 | 126.4 | 146.9 | 167.8 | 188.4 | 208.4 | N.D.  | N.D.  | 208.4 |                 |
| 5       | Danilo Sollazzo  | Italia        | 52.0 | 104.1 | 124.4 | 145.4 | 166.5 | 187.4 | N.D.  | N.D.  | N.D.  | 187.4 |                 |
| 6       | Petar Gorša      | Croazia       | 51.8 | 104.8 | 125.8 | 145.7 | 165.6 | N.D.  | N.D.  | N.D.  | N.D.  | 165.0 |                 |
| 7       | Choe Dae-han     | Corea del Sud | 51.7 | 103.3 | 124.1 | 145.2 | N.D.  | N.D.  | N.D.  | N.D.  | N.D.  | 145.2 |                 |
| 8       | Julián Gutiérrez | Argentina     | 51.4 | 102.7 | 122.8 | N.D.  | N.D.  | N.D.  | N.D.  | N.D.  | N.D.  | 122.8 |                 |
| Fonte:  |                  |               |      |       |       |       |       |       |       |       |       |       |                 |